# Robotzsaru 3.
A Robotzsaru 3. (eredeti cím: RoboCop 3) 1993-ben bemutatott  amerikai sci-fi akciófilm, a Robotzsaru-trilógia harmadik része.

## Cselekmény
Az OCP nem adja fel, mindenáron fel akarja építeni az álomvárost, Delta Cityt. Rendőri segítséget kér a kilakoltatáshoz. A rendőrök azonban sztrájkba kezdenek. Az OCP felbéreli a japán maffiát, akik egy robotot is hoznak magukkal. Robotzsaru átáll a szegény emberek oldalára és egy kislány segítségével száll szembe volt főnökeivel, akik pedig felfegyverzett bűnözőket küldenek ellenük.

## Szereplők
| Szerep                               | Színész            | Magyar hang       |
| ------------------------------------ | ------------------ | ----------------- |
| Robotzsaru / Alex Murphy rendőrtiszt | Robert John Burke  | Galambos Péter    |
| Anne Lewis rendőrtiszt               | Nancy Allen        | Koffler Gizi      |
| Dr. Marie Lazarus                    | Jill Hennessy      | Incze Ildikó      |
| Nikko                                | Remy Ryan          | Molnár Ilona      |
| OCP vezérigazgató                    | Rip Torn           | Csikos Gábor      |
| Paul McDaggett parancsnok            | John Castle        | Papp János        |
| Mr. Otomo, android                   | Bruce Locke        | Csikos Gábor      |
| Keiko Halloran, Nikko anyja          | Jodi Long          |                   |
| Nikko apja                           | John Posey         |                   |
| Kanemitsu                            | Mako               |                   |
| Donald Johnson                       | Felton Perry       | Csuja Imre        |
| Warren Reed őrmester                 | Robert DoQui       | Dobránszky Zoltán |
| Jeffrey Fleck                        | Bradley Whitford   | Holl Nándor       |
| Bertha Washington                    | CCH Pounder        | Némedi Mari       |
| Moreno                               | Daniel von Bargen  | Wohlmuth István   |
| Zack                                 | Stanley Anderson   | Kardos Gábor      |
| Coontz                               | Stephen Root       | Balázsi Gyula     |
| Debbie Dix                           | Eva LaRue Callahan |                   |
| Bixby Snyder                         | S.D. Nemeth        |                   |
| Casey Wong                           | Mario Machado      |                   |